# Ludwik Hass
Ludwik Hass (Stanisławow, 1918. november 18. – Varsó, 2008. április 8.) lengyel történész, aki a lengyelországi szabadkőművesség történetére szakosodott.
Hass zsidó szülők gyermekeként született Stanisławowban. Középosztálybeli családban nőtt fel, amely átvette a lengyel nacionalizmus ideológiáját. A Lvovi Egyetemre járt, amely akkor a Második Lengyel Köztársaság területén volt. Később trockista lett. A német–szovjet lengyelországi inváziót követően, 1939-ben a Szovjetunió területén találta magát. Letartóztatták és a Vorkutlagba küldték. Túlélését annak tulajdonította, hogy végzettségének köszönhetően irodai munkát kapott. 1948-ban szabadult, és a Szovjetunióban maradt, mígnem 1957-ben visszatért Lengyelországba. Varsóba érkezésekor megdöbbentette a hallgatók üdvözlő küldöttségét azzal, hogy bejelentette, forradalmár, aki meg akarja dönteni a bürokráciát. Ezután elénekelte az Internacionálét, és ökölbe szorított kézzel tisztelgett.

## Publikációi
- Az orosz szabadkőműves mozgalom 1906–1918 között, (1983) Acta Poloniae Historica 48, ISSN 0001-6829

## Fordítás
Ez a szócikk részben vagy egészben  a   Ludwik Hass című angol Wikipédia-szócikk ezen változatának fordításán alapul.  Az eredeti cikk szerkesztőit annak laptörténete sorolja fel. Ez a jelzés csupán a megfogalmazás eredetét és a szerzői jogokat jelzi, nem szolgál a cikkben szereplő információk forrásmegjelöléseként.